# توماس غيتس الابن
توماس س غيتس الابن (بالإنجليزية: Thomas S. Gates, Jr.) (و. 1906 – 1983 م) هو ضابط، ودبلوماسي من الولايات المتحدة الأمريكية .
تولى منصب وزير الدفاع الأمريكي (1959-12-02–1961-01-20)، والأمين العام لبحرية الولايات المتحدة الأمريكية (1957-04-01–1959-06-08) في عهد الرئيس آيزنهاور. وهو عضو في الحزب الجمهوري .
وأثناء فترة ولايته، أنشأ فرقة عمل لتحديد أولويات الأهداف النووية. كما أذن الرحلات الاستطلاعية يو-2، بما في ذلك رحلة فرانسيس چاري بوارز.

## التعليم
تعلم في جامعة بنسلفانيا.

## روابط خارجية
- توماس غيتس الابن على موقع مونزينجر (الألمانية)
- توماس غيتس الابن على موقع إن إن دي بي (الإنجليزية)